# Медногорский
Медного́рский (карач.-балк. Медногорский) — посёлок городского типа в Урупском районе Карачаево-Черкесской Республики.
Образует муниципальное образование Медногорское городское поселение как единственный населённый пункт в его составе.
Распоряжением Правительства РФ от 29 июля 2014 года № 1398-р «Об утверждении перечня моногородов» Медногорское городское поселение включено в категорию «Монопрофильные муниципальные образования Российской Федерации (моногорода), в которых имеются риски ухудшения социально-экономического положения».

## География
Посёлок расположен менее чем в километре к югу от окраин районного центра — станицы Преградной и в 100—110 км к юго-западу от города Черкесск (расстояние по дорогам).
Посёлок окружают горы Северного Кавказа. Ландшафт состоит из лиственных лесов и горных лугов.

## Население
| 1989  | 2002  | 2010  | 2012  | 2013  | 2014  | 2015  |
| ----- | ----- | ----- | ----- | ----- | ----- | ----- |
| 5516  | ↘4309 | ↗5960 | ↘5873 | ↘5757 | ↘5654 | ↘5570 |
| 2016  | 2017  | 2018  | 2019  | 2020  | 2021  | 2023  |
| ↘5478 | ↘5388 | ↘5344 | ↘5331 | ↘5188 | ↗5631 | ↘5549 |
| 2024  | 2025  |       |       |       |       |       |
| ↘5481 | ↘5459 |       |       |       |       |       |

Национальный состав
По данным Всероссийских переписей населения 2002 года и 2010 года:
| Народ      | Численность (2002), чел. | Доля от всего населения (2002), % | Численность (2010), чел. | Доля от всего населения (2010), % |
| ---------- | ------------------------ | --------------------------------- | ------------------------ | --------------------------------- |
| русские    | 3 686                    | 85,54 %                           | 5 258                    | 88,22 %                           |
| карачаевцы | 245                      | 5,69 %                            | 408                      | 6,85 %                            |
| черкесы    | 36                       | 0,84 %                            | 53                       | 0,89 %                            |
| украинцы   | 106                      | 2,46 %                            | 47                       | 0,79 %                            |
| другие     | 236                      | 5,48 %                            | 194                      | 3,26 %                            |
| всего      | 4 309                    | 100 %                             | 5 960                    | 100 %                             |

По данным Всероссийской переписи населения 2021 года:
| Народ               | Численность, чел. | Доля от всего населения, % |
| ------------------- | ----------------- | -------------------------- |
| русские             | 4 755             | 84,44 %                    |
| карачаевцы          | 480               | 8,52 %                     |
| украинцы            | 123               | 2,18 %                     |
| армяне              | 60                | 1,07 %                     |
| другие / не указано | 213               | 3,79 %                     |
| всего               | 5 631             | 100,0 %                    |

## История
Был основан в 1961 году как горняцкий посёлок при Урупском горно-обогатительном комбинате. Встречаются утверждения, что некоторое время посёлок мог называться Медноурупским или, по крайней мере, ему предлагалось дать наименование Медно-Урупск. Решением областного исполкома Карачаево-Черкесской АО № 595 от 15 ноября 1965 года и решением краевого исполкома Ставропольского края № 1024-23 от 22 ноября 1965 года вновь возникшему населённому пункту присвоено название Медногорский, он был включён в состав Урупского поселкового совета. Статус посёлка городского типа — с 1981 года. Решением Ставропольского крайисполкома от 28 октября 1981 года № 769 посёлок Медногорский был отнесён к категории рабочих посёлков, а решением исполкома КЧАО от 18 ноября 1981 года № 600 Медногорский был выделен из состава Урупского поселкового совета, был образован отдельный Медногорский поселковый совет. В соответствии с законом Карачаево-Черкесской Республики от 07.12.2004 № 42-РЗ (статья 2) образовано Медногорское городское поселение.

## Инфраструктура
В посёлке расположены:
- Урупская центральная районная больница[29];
- Стоматологическая поликлиника[29];
- Средняя общеобразовательная школа № 1[30];
- Лицей[31];
- Детско-юношеская спортивная школа[32];
- Детская музыкальная школа[33];
- Ранее существовал Медногорский филиал Карачаево-Черкесского энергетического техникума, который после ликвидации техникума передан в многопрофильный колледж «Профессионал» станицы Зеленчукской[34];
- Дом культуры (был реконструирован в 2010-х годах)[35].

## Памятники
В посёлке существует мемориал «Журавли», посвящённый памяти павших в годы Великой Отечественной войны. Мемориал создан по инициативе руководства Урупского ГОКа. Он представляет собой комплекс памятных сооружений:
- скульптуры журавлей, клином устремлённых в небо;
- Вечный огонь в пятиконечной звезде (недействующий);
- православный крест;
- строки стихотворения «Журавли» Расула Гамзатова, выкованные из металла[27].